# Бурлаченкова Щель
Бурлаченкова Щель (Бурлаковская Щель) — река в России, протекает в Краснодарском крае. Устье реки находится в 6,5 км по левому берегу реки Чепси. Длина реки — 12 км, площадь водосборного бассейна — 45,1 км².

## Данные водного реестра
По данным государственного водного реестра России относится к Кубанскому бассейновому округу, водохозяйственный участок реки — Кубань от города Усть-Лабинск до Краснодарского гидроузла, без рек Белая и Пшиш. Речной бассейн реки — Кубань. На реке находится Аюкский водопад.
Код объекта в государственном водном реестре — 06020001312108100005422.